# Retrophyllum
Retrophyllum ist eine Pflanzengattung in der Familie der Steineibengewächse (Podocarpaceae). Die etwa sechs Arten kommen auf der Südhalbkugel vor.

## Beschreibung

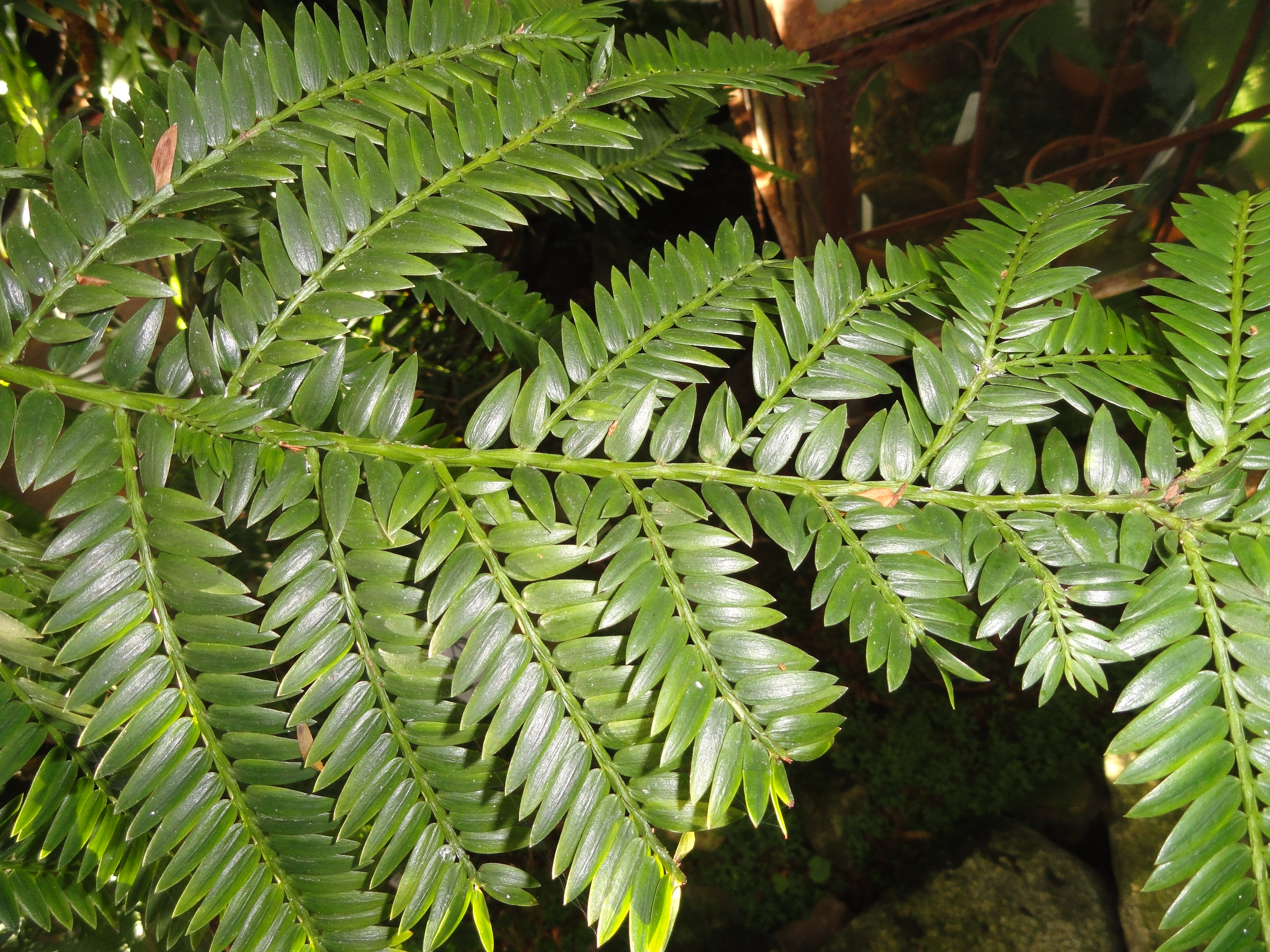
Zweig mit Blättern von Retrophyllum rospigliosi

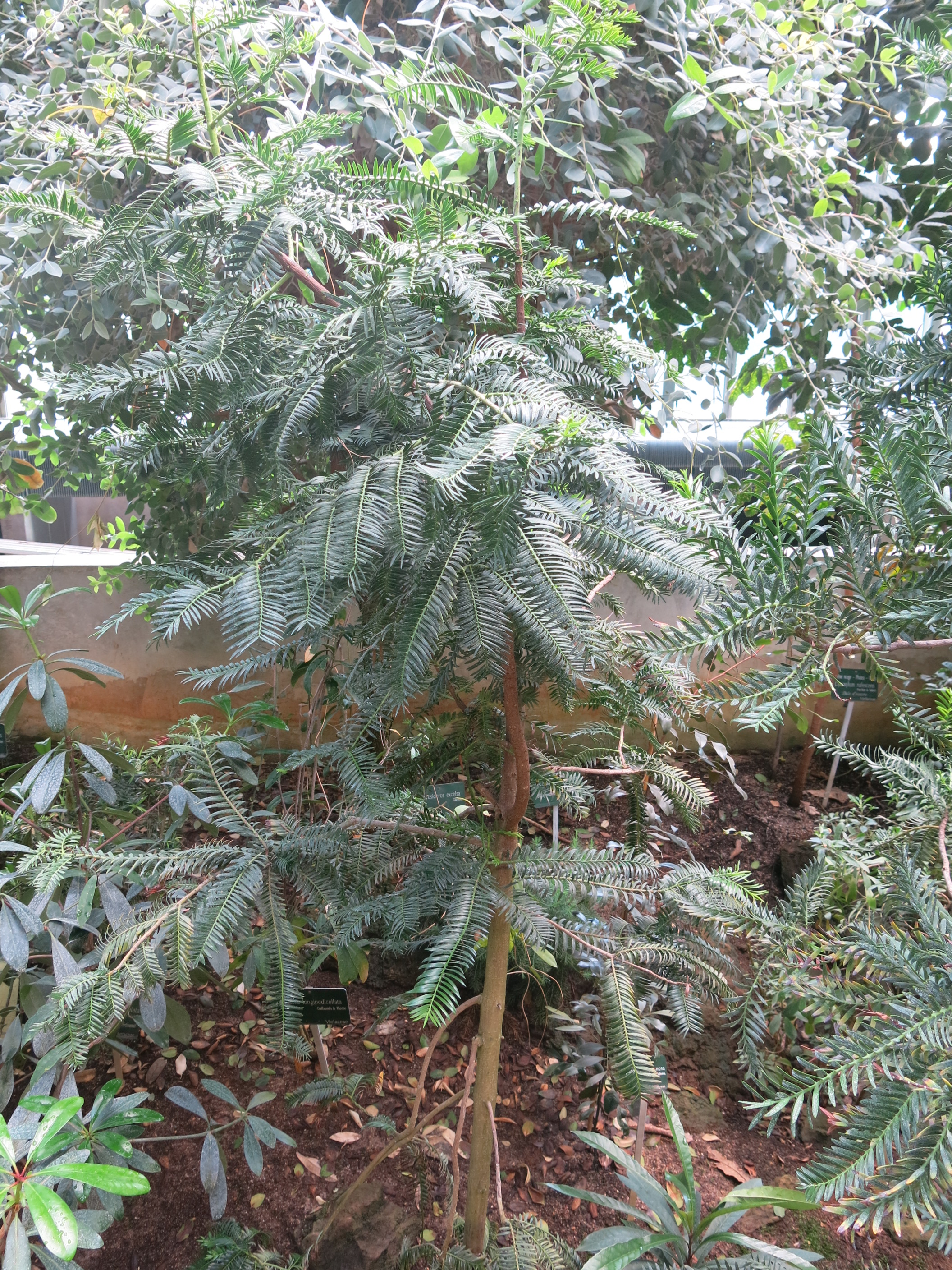
Retrophyllum minus

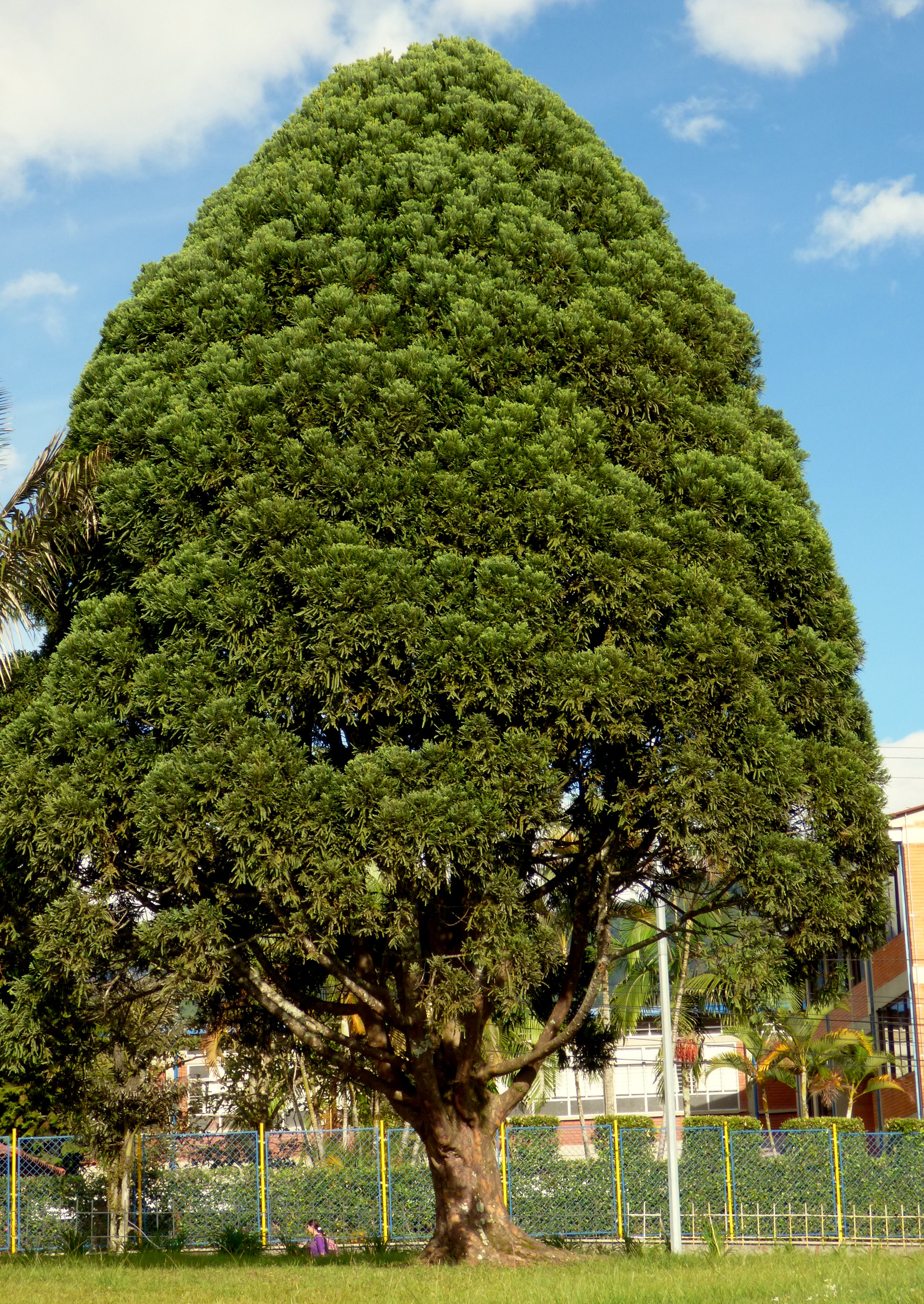
Retrophyllum rospigliosi

### Vegetative Merkmale
Retrophyllum-Arten wachsen als Sträucher oder Bäume. Die Blätter sind nicht nadelförmig, sondern lanzettlich sowie derb und ledrig.

### Generative Merkmale
Retrophyllum-Arten sind zweihäusig getrenntgeschlechtig (diözisch). Die Samen sind von einem Samenmantel (Arillus) umgeben.

## Systematik und Verbreitung
Christopher Nigel Page gliederte 1988/9 fünf Arten aus der vorher heterogenen (polyphyletischen) Gattung Nageia Gaertn. aus und stellte die neue Gattung Retrophyllum in Notes from the Royal Botanic Garden, Edinburgh., Volume 45, Seite 379 auf. Typusart ist Retrophyllum vitiense (Seem.) C.N.Page
Die Gattung Retrophyllum hat auf der Südhalbkugel viele voneinander isolierte Lebensräume (disjunkte Areale). Je zwei Arten kommen in Neukaledonien, Melanesien und Südamerika vor.
In der Gattung Retrophyllum gibt es etwa sechs rezente Arten:
- Retrophyllum comptonii (J.Buchholz) C.N.Page (Syn.: Podocarpus comptonii J.Buchholz, Decussocarpus comptonii (J.Buchholz) de Laub., Nageia comptonii (J.Buchholz) de Laub.): Sie gedeiht in Höhenlagen von 750 bis 1450 Metern nur in Neukaledonien.[3][1]
- Retrophyllum filicifolium (N.E.Gray) R.R.Mill (Syn.: Podocarpus filicifolius N.E.Gray): Diese Neukombination erfolgte 2016. Sie kommt auf den Molukken, in Neuguinea und im Bismarck-Archipel vor.[1]
- Retrophyllum minus (Carrière) C.N.Page (Syn.: Nageia minor Carr., Podocarpus minor (Carr.) Parl., Podocarpus palustris Buchholz, Decussocarpus minor (Carr.) de Laub.): Dieser Endemit gedeiht in Höhenlagen unterhalb von 200 Metern über basischen Gesteinen im südöstlichen Teil von Neukaledonien.[3][1]
- Retrophyllum piresii (Silba) C.N.Page (Syn.: Decussocarpus piresii Silba, Nageia piresii (Silba) de Laub.): Dieser Endemit kommt nur in der Serra Pacas Novos im brasilianischen Bundesstaat Rondônia vor.[3][1]
- Retrophyllum rospigliosii (Pilg.) C.N.Page (Syn.: Podocarpus rospigliosii Pilger, Decussocarpus rospigliosii (Pilg.) de Laub., Nageia rospigliosii (Pilg.) de Laub.): Sie gedeiht in feuchten Wäldern in den Anden im westlichen Venezuela, östlichen Kolumbien, Ecuador sowie zentralen Peru.[3]
- Retrophyllum vitiense (Seem.) C.N.Page (Syn.: Podocarpus vitiensis Seeman, Nageia vitiensis (Seem.) Kuntze, Decussocarpus vitiensis (Seem.) de Laub.): Sie kommt nur auf den Salomonen vor: auf den Santa-Cruz-Inseln und Vanuatu (nur auf Banks Islands, in der Provinz Torba).[3][1]

## Paläobotanik
Fossilien der Gattung wurden mit Retrophyllum oxyphyllum (Feng. & Parodi) Wilf aus dem frühen Eozän (vor ca. 52 Millionen Jahren) in Laguna del Hunco in Süd-Argentinien gefunden. Retrophyllum-Fossilien wurden auch in Sedimenten aus dem frühen Miozän (vor ca. 20 Millionen Jahren) im südlichen Neuseeland gefunden.